# Dora Kallmus
Daura Kallmus (També coneguda com a Madame d'Ora) (Viena, 1881 -
Frohnleiten, 28 d'octubre de 1963) va ser una fotògrafa de moda i retrat austríaca jueva.

## Vida
Nascuda com Daura Philippine Kallmus a Viena el 1881, prové d'una família d'advocats jueus. Va ser la primera dona a ser admesa al 1905 als cursos de teoria al Graphische Lehr- und Versuchsanstalt (Institut de Formació Gràfica). Aquest mateix any es converteix en membre de la Societat Fotogràfica de Viena. Va realitzar un aprenentatge a l'estudi de Nicola Perscheid a Berlín, on va fer amistat amb el seu ajudant Arthur Benda.
El 1907, va obrir un estudi de fotografia amb Benda a Viena anomenat Benda-D'Ora Estudi. El nom es basa en el pseudònim "Madame d'Ora", el qual utilitzarà professionalment. La galeria va tenir tant èxit que van obrir un altre estudi a París e 1924, gràcies a la popularitat aconseguida entre els aristòcrates. Tres anys més tard deixa Viena per anar París. A París, serà reconeguda per la seva fotografia de moda i societat durant la dècada de 1930 i 1940. Algunes de les persones que va retratar van ser Josephine Baker, Tamara de Lempicka, Alban Berg, Niddy Impekoven, Maurice Chevalier, Colette, i altres ballarins, actors, pintors, i escriptors.
Quan els alemanys van envair França va fugir a un convent al camp. Va tornar a París a la fi de 1946 i va reobrir el seu estudi. El 1959 es va veure embolicada en un accident de trànsit que la va deixar invàlida. Va morir a Frohnleiten, Steiermark, Àustria, el 1963.